# Campelo e Ovil
Campelo e Ovil (oficialmente: União das Freguesias de Campelo e Ovil) é uma freguesia portuguesa do município de Baião, com 31,81 km² de área e 3686 habitantes (censo de 2021). A sua densidade populacional é 115,9 hab./km².

## História
Foi constituída em 2013, no âmbito de uma reforma administrativa nacional, pela agregação das antigas freguesias de Campelo e Ovil e tem sede em Campelo.

## Demografia
A população registada nos censos foi:
| Distribuição da População por Grupos Etários | Distribuição da População por Grupos Etários | Distribuição da População por Grupos Etários | Distribuição da População por Grupos Etários | Distribuição da População por Grupos Etários | Distribuição da População por Grupos Etários |
| -------------------------------------------- | -------------------------------------------- | -------------------------------------------- | -------------------------------------------- | -------------------------------------------- | -------------------------------------------- |
| Antes da agregação                           |                                              |                                              |                                              |                                              |                                              |
| Ano                                          | 0-14 anos                                    | 15-24 anos                                   | 25-64 anos                                   | >= 65 anos                                   | Total                                        |
| 2001                                         | 674                                          | 521                                          | 1789                                         | 691                                          | 3675                                         |
| 2011                                         | 644                                          | 499                                          | 2085                                         | 710                                          | 3938                                         |
| Após a agregação                             |                                              |                                              |                                              |                                              |                                              |
| Ano                                          | 0-14 anos                                    | 15-24 anos                                   | 25-64 anos                                   | >= 65 anos                                   | Total                                        |
| 2021                                         | 477                                          | 431                                          | 2011                                         | 767                                          | 3686                                         |